# Presuppositie
Een presuppositie is in de semantiek, de pragmatiek en de logica een aan een propositie verbonden impliciete aanname of een hiermee verband houdend vaststaand objectief feit (axioma). Bijvoorbeeld:
- Doe je dat nou alweer? (Presuppositie: de toegesprokene heeft hetzelfde al eens eerder gedaan).

- Hij is opgehouden met werken (Presuppositie: hij werkte voorheen).

Voor een goed verloop van conversatie is het noodzakelijk dat presupposities zowel door de spreker als door de toehoorder zonder meer als vanzelfsprekend worden aangenomen (zie ook coöperatief principe). De presuppositie zal ook altijd hetzelfde blijven, wat voor vorm de taaluiting zelf ook heeft (mededeling, vraag, antwoord, bevestiging enz.) Verder kunnen de meeste zinnen zoals Ik zal het nog eens doen worden ontkend zodat ze het tegenovergestelde betekenen (Ik zal het niet nog eens doen), terwijl de presuppositie toch hetzelfde blijft, nl. "Ik heb het al eens eerder gedaan".

## Ontkenning van zinnen met presupposities
Als iemand zegt Mijn vriendin is zwanger of Mijn vriendin is niet zwanger, kan de onjuistheid van deze proposities op twee manieren worden verklaard:
1. Zowel de bevestigende als de ontkennende propositie is fout. Volgens Peter Frederick Strawson gaan beide stellingen uit van een verkeerde presuppositie, nl. dat er in de werkelijkheid een referent bestaat die voldoet aan de omschrijving "mijn vriendin".
2. Volgens Bertrand Russell kan, als de eerste propositie fout is, de tweede op 2 manieren worden geïnterpreteerd:
1. "Er bestaat een persoon die de vriendin van de spreker is en zij is niet zwanger".
2. "Er bestaat geen persoon die de vriendin van de spreker is en dus ook geen zwangere".

## Presupposities in groter verband
Wanneer een presuppositie hoort bij een propositie die op haar beurt deel uitmaakt van een grotere context, meestal een zin, is de presuppositie soms wel en soms niet tevens een noodzakelijke voorwaarde voor de waarheid van de zin als geheel. Dit verschil kan duidelijk gemaakt worden aan de hand van onderstaande voorbeelden:
- Hij denkt dat mijn vader hier woont.

- Hij zegt dat mijn vader hier woont.

De presuppositie "Ik heb een vader" maakt in beide gevallen deel uit van de propositie in de bijzin. Deze presuppositie geldt als noodzakelijke voorwaarde voor de betrouwbaarheid van zin 1, maar niet voor die van zin 2. Het kan namelijk best zo zijn dat de met hij bedoelde persoon hier blijk geeft van kwade intenties jegens de spreker door moedwillig het publiek onjuist te informeren omtrent diens persoonlijke toestand. In termen van redekundige ontleding: het hangt van het in de zinskern gebruikte werkwoord af of de in de satelliet aangevoerde presuppositie "Ik heb een vader" tevens geldt voor de zin als geheel.